# 阿拉曼斯 (北卡羅萊納州)
阿拉曼斯（英語：Alamance）是一個位於美國北卡羅萊納州阿拉曼斯縣的村。

## 人口
根據2020年美國人口普查的數據，阿拉曼斯的面積為2.07平方千米，當中陸地面積為2.06平方千米，而水域面積為0.01平方千米。當地共有人口988人，而人口密度為每平方千米477人。